# Parafia św. Jadwigi Śląskiej i św. Jacka w Biskupicach
Parafia św. Jadwigi Śląskiej i św. Jacka – rzymskokatolicka parafia położona we wsi Biskupice (gmina Radłów). Parafia należy do dekanatu Gorzów Śląski w diecezji opolskiej.

## Historia parafii
Pierwsza wzmianka o parafii w Biskupicach pochodzi z 1405 roku i wymieniona jest w rejestrze biskupów lubuskich, którzy byli właścicielami wioski. Istniał już wtedy drewniany, kościół parafialny pod wezwaniem św. Jadwigi Śląskiej. Do parafii należał też kościół filialny w Boroszowie pod wezwaniem św. Marii Magdaleny. W 1517 roku, po okresie Reformacji i pod dużym wpływem protestantyzmu, kościół parafialny przejęty został przez ewangelików, a parafia rozwiązana. W II połowie XVII wieku świątynia przeszła w ręce katolików i została przyłączona do parafii w Sternalicach. Samodzielną parafią stała się ponownie w 1756 roku. Proboszczem został wówczas kanonik regularny z Olesna ksiądz Grzegorz Adamczyk. W 1773 roku wskutek zatargów między władzą świecką a duchowną, parafia straciła na trzy lata samodzielność i została dołączona do parafii w Kościeliskach. W 1896 roku nastąpiło kolejne erygowanie parafii, a proboszczem został ks. Hugo Siegesmund. W latach 1784–1787 został wybudowany przez protestanta, właściciela Biskupic hrabiego von Jordana, nowy, murowany kościół. Do 1945 roku w Biskupicach istniały dwie parafie – katolicka i ewangelicka. W 1946 murowany kościół pod wezwaniem św. Jacka został przekazany katolikom i został ustanowiony kościołem parafialnym, natomiast drewniany św. Jadwigi Śląskiej został filialnym.
Proboszczem parafii jest ks. Andrzej Flak.

## Miejsca kultu
- kościół parafialny św. Jacka w Biskupicach
- kościół filialny św. Jadwigi Śląskiej w Biskupicach
- kościół filialny św. Marii Magdaleny w Boroszowie[4]
- kaplice przedpogrzebowe w Biskupicach i Boroszowie[4]

## Zasięg parafii
Do parafii należą wierni z miejscowości: Biskupice, Boroszów, Drogi Biskupskie, Kolonia Biskupska.

## Proboszczowie po 1945 roku
- ks. Teodor Salbert
- ks. Adolf Gniłka
- ks. Paweł Tkocz
- ks. Bernard Joszko[2]
- ks. Andrzej Flak (od 2022)[5]